# 대관령신호장
대관령신호장(大關嶺信號場)은 대한민국 강원특별자치도 평창군 대관령면에 있는 경강선의 신호장이다. 대관령터널의 중간 지점에 위치한다.

## 연혁
- 2017년 10월 2일: 대관령신호장 신설[2]
- 2017년 12월 22일: 경강선 개통과 함께 영업 개시

## 같이 보기
- 대관령터널